# Alenia Aeronautica
Pour les articles homonymes, voir Alenia.

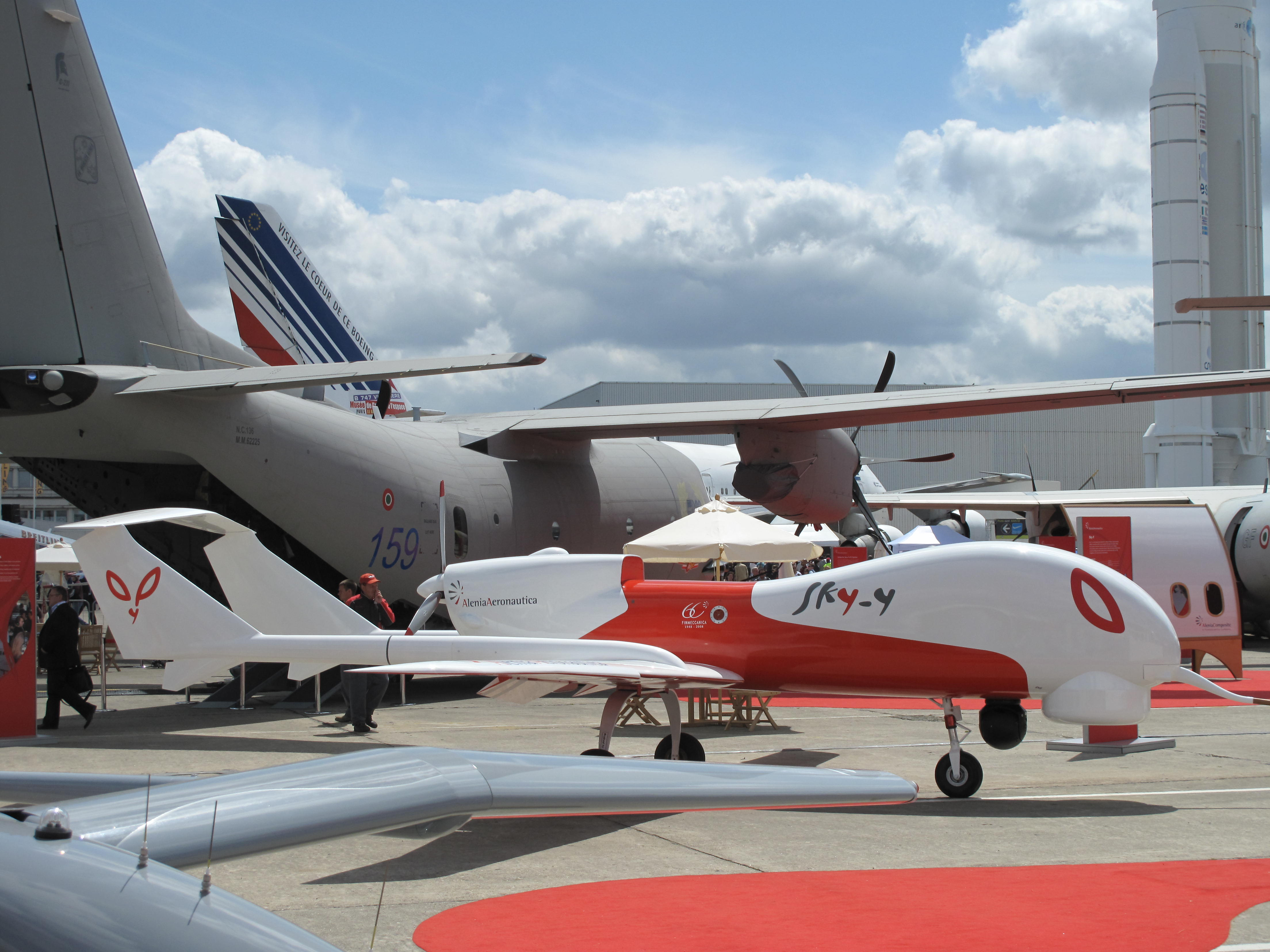
Le sky y au Salon du Bourget 2009

Alenia Aeronautica (appelée Alenia jusqu'en 2002) était une société du groupe Finmeccanica (Leonardo à partir de 2016) qui s'occupait de la conception, de la réalisation, de la transformation et de l'assistance d'une vaste gamme d'avions et de systèmes aéronautiques civils et militaires. Son siège est à Turin, en Italie. En 2012, Alenia Aeronautica fusionne avec Aermacchi et Alenia SIA pour devenir Alenia Aermacchi. En 2015, Alenia Aermacchi devient Leonardo Aircraft.

## Histoire
Alenia est née en 1990 de la volonté de Finmeccanica de regrouper toutes ses activités aérospatiales et de défense d'Aeritalia et de Selenia. Alenia bénéficia ainsi d'un riche héritage et d'une expérience acquise après plus de 12 000 avions conçus, fabriqués et maintenus par les sociétés comme Aeritalia, Fiat Avio et Alfa Romeo Avio[Quand ?].
La construction des avions sur les sites de Turin a commencé en 1910 avec SIT, et s'est développée à Pomilio avec Ansaldo. La société fut renforcée par Fiat Avio après la Première Guerre mondiale. Grâce au talent des ingénieurs Celestino Rosatelli (1885-1945) et Giuseppe Gabrielli (1903-1987), la filiale du groupe Fiat SpA, Fiat Avio conçu et fabriqua les avions les plus remarquables comme les Fiat CR.32 et CR.42 biplans, les Fiat G.55 et G.91 furent des avions d'entrainement et d'attaque choisis par l'OTAN.
Le site de Naples doit sa réalisation à Nicola Romeo (1876-1938), souvent cité pour son rôle dans la constitution de la société des automobiles de sport Alfa Romeo. Mais c'est en 1917 que Romeo créa un site de construction d'avions à Naples. La société fut plus tard absorbée par Breda, autre constructeur italien réputé. L'avion Ro.41 biplan fut l'avion standard Italien jusqu'à la Seconde Guerre mondiale. Après la guerre, la société devenue Aerfer construisit le Sagittario II, le premier avion supersonique italien, conçu par Sergio Stefanutti (1906-1992). En 1966 débuta la période de construction de parties du fuselage du DC-9. Elle fabriqua également le Aeritalia F-104S Starfighter, version construite sous licence du F-104 américain, dont le premier vol a lieu le 30 décembre 1968.
Aerfer et la division avions de Fiat fusionnent en 1969 et créent Aeritalia. La concentration des moyens de production permet une participation plus importante aux programmes multinationaux comme l'avion d'attaque européen Tornado, le programme ATR pris à 50 % avec l'Aérospatiale à Toulouse, et l'AMX. Aeritalia est également devenu un important partenaire dans le programme Boeing 767 dès sa conception et a récupéré une grosse partie de la production.
Créée en 1990, Alenia est immédiatement associée au programme Eurofighter et à bien d'autres.  Alenia Aeronautica a été créée en 2002, lorsque le groupe Finmeccanica décida de restructurer ses filiales en sociétés indépendantes comme Alenia Spazio, Avio, et Microtecnica.
Le 1er janvier 2012, Alenia Aeronautica fut fusionnée avec ses filiales Aermacchi et Alenia SIA sous le nom de Alenia Aermacchi. Le 31 décembre 2015, Alenia Aermacchi devient Leonardo Aircraft.

## Chiffres
Alenia Aeronautica emploie 13 907 salariés dont 3 900 à Turin et réalise un chiffre d'affaires de 2 530 millions d'euros. (chiffres 2008)

## Sites industriels
Alenia Aeronautica dispose 
- de trois sites industriels à Turin : Turin-corso Marche, Caselle Sud et Caselle Nord,
- de trois autres sites en Italie à Pomigliano d'Arco (Naples), Casoria et Foggia,
- de trois autres sites à travers sa filiale Aeronavali, à Venise, Capodichino et Brindisi.
- de quatre autres sites à travers sa filiale Avio (aérospatial, aéronautique civile et militaire), à Turin, Brindisi, Pomigliano d'Arco (Naples) et Colleferro (Rome).

## Projets
Alenia Aeronautica participe à des projets de haut niveau technologique et parmi ses principaux projets : 
- Pour 19,5 %, celui de la réalisation du nouvel avion de combat européen, l'Eurofighter, pour lequel, Alenia réalise l'aile gauche, le fuselage arrière et les systèmes de bord. 
  - Les nations partenaires de l'Eurofighter Typhoon prévoient de prendre livraison de 620 appareils : 180 pour l'Allemagne, 121 pour l'Italie, 87 pour l'Espagne et 232 pour le Royaume-Uni. et une commande d'exportation supplémentaire de 18 Eurofighter Typhoon a été conclue avec le gouvernement autrichien.
  - Le 24 mars 2003, le premier Eurofighter Typhoon a été livré à la 4e escadre de l’armée de l’air italienne basé à Grosseto.
- La ligne finale de production du C-27J Spartan, le nouvel avion de transport militaire conçu et développé par Alenia Aeronautica en coentreprise avec Lockheed Martin, dont les armées de l'air italienne et grecque ont commandé chacune 12 exemplaires. Le premier avion grec a volé le 15 décembre 2004.
- L'intégration et l'installation (structurelle et systémique) des différents systèmes et équipements du nouvel avion patrouilleur ATR 42 MP.
- Airbus A380 (4 % du total dans la version initiale, pour l'essentiel le pont intérieur entre les deux étages) et une participation accrue dans la version fret.
- Alenia Aeronautica (mai 2004) a été retenue comme fournisseur de cellules/structures de premier niveau pour le nouvel avion Boeing 787.

## Filiales
- 50 % d'ATR, société détenue à parts égales avec Airbus Group. Son siège social est à Toulouse, et elle est le leader mondial sur le marché des turbopropulseurs de 50 à 70 sièges.
- Aeronavali.
- Avio aéronautique et aérospatial.